# Хованщина (Мордовия)
Хова́нщина — село, центр сельской администрации в Рузаевском районе. Население 462 чел. (2021), в основном русские.

## География
Расположено в 28 км от районного центра, на железнодорожной станции Хованщина.

## Топоним
Название-антропоним: по фамилии князей Хованских. С таким названием в начале XVIII века в этих местах появилось сельцо, основанное князьями Хованскими. Позже в окрестностях сельца Хованщина появилось несколько Хованских выселок, в основном в сторону бывшей станции Куликовка. Тогда и взяли для нее название находящихся вблизи населенных пунктов Хованщина.

## История
В 1928 г. образовалась ст. Хованщина, кроме вокзала, были только дом бывшего купца Попова, в котором потом открылась школа, чайная, 4 железнодорожных казармы, 3 жилых дома и кордон лесной охраны. В том же году возле станции стали селиться семьи из села Куликовка, которые затем объединились в колхоз «Валда Ян». В 1945 г. был образован Хованщинский сельсовет с центром в пос. Валда Ян Болдовского района. В 1959 г. пос. Валда Ян и станция Хованщина объединены в с. Хованщина Кадошкинского, с 1962 г. — Рузаевского района. В Хованщинскую сельскую администрацию входят: пос. Дивеевка (29 чел.) и с. Куликовка (15 чел.; родина советского партийного работника Н. П. Мурзакаева и мордовской певицы, солистки хора А.Н. Куликовой). В 2011 в селе прошел Молодежный чемпионат России по Что?Где?Когда?

## Население
| 2002 | 2010 |
| ---- | ---- |
| 590  | ↗593 |

## Известные уроженцы, жители
Родина учёного Н. Г. Юрчёнковой.

## Инфраструктура
В 1950-х гг. функционировали колхозы «Валда ян» («Светлый путь») и «Путь Ильича», со 2-й половины 1960-х гг. — отделение в составе Инсарского откормочного совхоза, с 1986 г. — совхоза «Инсарский», с 1992 г. — ТОО «Хованщинское», с 1998 г. — 2 К(Ф)Х. В современном селе — библиотека, медпункт, два магазина, расположенные по разные стороны от железной дороги; в окрестностях детский оздоровительный лагерь «Изумрудный» имени В. Дубинина. Средняя общеобразовательная школа закрыта в 2024 году, ныне в ее здании размещаются также Дом культуры и сельская администрация.

## Транспорт
Проходит дорога 89К-243-05.

## Источник
- Энциклопедия Мордовия, В. П. Беляков.